# マリット・ミルマル
マリット・ミルマル（Marit Myrmæl、1954年1月20日 - ）は、ノルウェー、ソール・トロンデラーグ県メルダル出身の元クロスカントリースキー選手。1970年代から1980年代にかけて国際大会で活躍した。

## プロフィール
ミルマルは3度オリンピックに出場、1976年インスブルックオリンピックでは5km18位、10km24位、リレー5位。1980年レークプラシッドオリンピックでは5km18位、10km20位、リレーで銅メダルを獲得した。1984年サラエボオリンピックでは10km7位、20km14位だった。 
また、自国開催の1982年ノルディックスキー世界選手権では5km9位、20km6位となった。
ノルウェー選手権では1976年に5km、1977年に20km、1979年に10kmと20kmで優勝している。
現役引退後は各スポーツ団体で役員として活動した。ヨーロッパオリンピック委員会でIOCにおける女性とスポーツに関するワーキンググループに参加、1997年ノルディックスキー世界選手権ではスポーツディレクターを務め、現在はノルウェーオリンピック委員会の国際部門のトップである。